# Yamatarotes undentalis
Yamatarotes undentalis är en stekelart som beskrevs av Wang 1986. Yamatarotes undentalis ingår i släktet Yamatarotes och familjen brokparasitsteklar. Inga underarter finns listade i Catalogue of Life.